# Tito Beltrán
Ernesto Aguilar Beltrán, meglio conosciuto come Tito Beltrán, (Punta Arenas, 1º luglio 1965), è un tenore cileno-svedese.

## Biografia
Nell'ottobre 2008 una corte d'appello in Svezia condannò Beltrán a 2,5 anni di carcere per stupro e molestie sessuali su un minore. Beltrán è stato scarcerato in Svezia il 25 febbraio 2010 e ha scontato il resto della pena sotto sorveglianza elettronica a casa.
Terminata la pena tornò in Cile dove realizzò alcune esibizioni pubbliche, partecipando anche a numerosi eventi pubblici e festival. Alla fine del 2010, è stato assegnato come uno dei giudici per la prima serie dell'X Factor cileno.

## Carriera musicale
Beltrán è nato a Punta Arenas, Cile, ma si trasferì in Svezia nel 1986. Ha studiato canto con Otto Kern e Robin Stapleton all'Accademia di musica dell'Università di Göteborg, studiando da tenore specializzato nella tradizione operistica italiana. Si è esibito in vari teatri d'opera in tutto il mondo e anche in diverse scene e spettacoli televisivi in Svezia. Nel 2007 si è esibito alla Royal svOpera di Stoccolma, dove prese parte alle opere La traviata e Tosca. Ha anche suonato musica popolare, tra gli altri, con Robert Wells all'annuale Rhapsody in Rock con record di presenze svedesi di 43 000 persone a Ullevi in uno spettacolo dell'8 agosto 2003. Ha sottoscritto un contratto con la Silva Screen Records.

## Problemi legali
In un caso giudiziario del 2004 Beltrán è stato condannato come soggetto socialmente pericoloso per aver guidato la sua auto con il suo vicino sul cofano.
Nel febbraio 2008 Beltrán è stato condannato a due anni di reclusione per lo stupro della governante diciottenne dell'attrice Maria Lundqvist mentre era in tournée in Svezia nel 1999. Lo stupro era avvenuto alla locanda Nötesjö Wärdshus subito dopo un concerto in un tour spettacolare di Rhapsody in Rock. Durante il processo, quando l'ex amico di Beltrán, Robert Wells, rese la sua testimonianza, Beltrán collassò e dovette essere portato in ospedale in ambulanza. Nell'ottobre 2008 una corte d'appello svedese dichiarò Beltrán colpevole di stupro. È stato anche riconosciuto colpevole in un altro caso, uno di abuso sessuale di un bambino e di interferenza in una questione giudiziaria, dove era stato assolto da un tribunale distrettuale.
Beltrán criticò duramente il processo. Fu anche deluso dal livello di sostegno che ricevette dalle autorità cilene, in particolare dall'ambasciatore cileno in Svezia, Ovid Harasich. Beltrán accusò Harasich di "avergli mentito" dopo avergli garantito "un'azione politica" per aiutare Beltrán nel suo caso. Dopo il verdetto Beltrán prese in considerazione l'archiviazione del caso presso la Corte europea dei diritti dell'uomo. Poi è stato arrestato dalla polizia. Il 12 dicembre 2008 la Corte Suprema svedese dichiarò che non avrebbe preso in considerazione il caso e quindi stabilì la sentenza della Corte d'Appello contro di lui. Beltrán tornò di nuovo in tribunale nell'agosto 2009 con l'accusa di aver minacciato un altro detenuto. Fu rilasciato un video che mostrava Tito che si scagliava e capovolgeva un tavolo. Il 31 agosto Beltrán è stato condannato per queste minacce dal tribunale distrettuale, ma non è stata aggiunta alcuna sentenza in quanto si trattava di un reato minore rispetto alla sentenza che gli era già stata comminata per lo stupro. Il 15 gennaio 2010 la condanna per minaccia illegittima fu annullata in Corte d'Appello ed è fu dichiarato non colpevole. Tornò in Cile dopo aver scontato la sua pena in Svezia.

## Vita privata
Nel 2015, Beltrán divorziò dalla moglie Jenny Katarina (nata nel 1979) con la quale aveva avuto un figlio. In seguito sposò una donna cilena con la quale ebbe un figlio nel 2016. Beltrán ha cinque figli da precedenti relazioni.